# Jèp de Montoya
Jèp de Montoya Parra (Les, Val d'Aran, 1959) est un écrivain et un érudit aranais en occitan, actuellement président de l'Institut d'Estudis Araneses-Acadèmia Aranesa de la Lenga Occitana (depuis le 10 mai 2007).
Il a aussi présidé l'Associacion Prefigurativa a l'Organisme de Regulacion de la Lenga Occitana (APORLÒC), à partir de janvier 2009. Il est aussi membre du Grop de Lingüistica Occitana (oc) et de diverses institutions aranaises.

## Biographie
Jèp de Montoya est né en 1959 dans une famille modeste du village de Les. Son père était menuisier-ébéniste.

### La trajectoire littéraire
Jèp de Montoya a commencé sa carrière littéraire très jeune et, en 1976, il a gagné le premier prix de prose pour les enfants au concours littéraire aranais de la Fondation du Musée Ethnologique du Val d'Aran. À partir de ce moment, sa production est devenue plus importante et a été récompensée par divers prix du Val d'Aran et aussi du reste du territoire occitan. Il a participé à l'Escolo deras Pireneos, une institution inspirée par le Félibrige et a publié diverses œuvres et travaux dans de nombreuses revues occitanes comme la Bouts dera Mountanho, la Revue de Comminges, la revue Aran dont il sera le cofondateur. Sa principale œuvre est le Vademecum Aranense, un recueil de textes des terres aranaises allant du XIIe siècle jusqu'au XXe siècle. En 2000, il a obtenu le prix Jean Marie Grangé attribué par l'Académie des jeux floraux de Toulouse. Il a participé activement aux diverses productions de promotion linguistique du Grop de Lingüistica Occitana, et avec Miquèu Segalàs, il a élaboré un Vocabulari bàsic català occità, publié par la Généralité de Catalogne en 2010.
Il a aussi collaboré au livre Comminges et Val d'Aran vus du ciel, publié en 2002.

### Sa participation active à la société aranaise
En plus d'être còsso (consul) de la mairie de Les de 2000 à 2007, Jèp de Montoya a été un des membres de la Comission Redactora deth Document der Encastre d'Aran pour le Statut d'autonomie de la Catalogne de 2006, qui a été approuvé à l'unanimité par le Conseil général d'Aran et ensuite par la totalité des conseils municipaux aranais. Il a également participé à la rédaction du texte du Projet de la Nouvelle Loi d'Aran.
On peut souligner son action pour la création de la nouvelle Déposition du Christ et Retable de Sainte Marie de Mijaran, une œuvre néo-romane réalisée par les artistes basques Antonio Fdez. García de Acilu (sculpteur) et Carlos Ruíz de Ocenda (doreur-policromador), en s'inspirant du buste de style roman du Christ de Mijaran (ca) (du XIIe siècle).

### L'activisme en faveur de la promotion sociale de l'occitan
Dès son élection comme président de l'Institut d'Estudis Aranesi, Jèp de Montoya s'est impliqué pour la défense et la promotion de l'occitan dans le Val d'Aran. Son activisme ne s'est pas limité à cette partie des Pyrénées, puisqu'en janvier 2009, il a été élu président de l'APORLÒC et en compagnie de divers membres de cet organisme, il a établi divers contacts avec des représentants d'institutions de langues minoritaires comme l'Institut d'Estudis Catalans, l'Académie frisonne ou l'Académie de la langue basque pour la création de la future entité régulatrice qui a été baptisée Acadèmia de la Lenga Occitana (oc). Le 11 mars 2011, il s'est démis de cette fonction, qui a été occupée à partir du 23 mars par Gilabèrt Mercadièr. Ensemble, avec d'autres occitanistes, le 21 avril 2010, Jèp de Montoya a comparu devant le Parlement de Catalogne comme président de l'Institut d'Estudis Aranesi dans le cadre du débat sur la Llei de l'Occità, Aranès en Aran.

## Sauvegarde et rénovation du patrimoine aranais
Depuis longtemps, Jèp de Montoya s'est impliqué dans la mise en valeur du patrimoine du Val d'Aran. Un des exemples les plus notables est sa propre maison, Çò de Jèp de Montoya. Ainsi, entre 2009 et 2015, il a participé à l'étude et l'inventaire des vestiges de la préhistoire, aidé par l'historienne et écrivaine Isaure Gratacòs, vestiges trouvés dans différents endroits du pays (Beret, Vaquèira, Vacivèr, Marimanha, Bonaigua, Porera et Horcalh). Il a collaboré également à la restauration des anciennes horloges des clochers de Garòs, Escunhau, Arró, Betren, Vilac et Les, avec le physicien anglais Howard Bradley et son épouse Wendy, de 2011 à 2015.

## Œuvres
- 1982: Et Talhiste et Bruches, hantaumes, Houlet dans Libe d'Or de 1981. Era Bouts dera Mountanho
- 1983: Aventures dera boup de Les dans Libe d'Or de 1982, Era Bouts dera Mountanho
- 1986: Er harou dans Libe d'Or de 1985. Era Bouts dera Mountanho
- 1990: Val de vals dans Libe d'Or de 1988. Era Bouts dera Mountanho
- 1990: At cant det houec dans Libe d'Or de 1989. Era Bouts dera Mountanho
- 1992: Convenae dans Libe d'Or de 1990. Era Bouts dera Mountanho
- 1994: Carrieres de Les e Sent Biatch dans Libe d'Or de 1990. Era Bouts dera Mountanho
- 1997: Sant Blas–Les 1.983, dans la collection "Eth Paisenhe"
- 1999: Vademecum Aranense: Era Val d'Aran a trauèrs era sua lengua[3]
- (ca + oc) Jèp de Montoya et Miquèu Segalàs, Vocabulari bàsic català occitàt, Generalitat de Catalunya, 2010, 29 p. (lire en ligne)
- Soulé de Lafont, Éric et Jèp de Montoya (trad. Françoise Eleta), Comminges et Val d'Aran vus du ciel, Toulouse, Impr. Fournié, 2002, 110 p. (ISBN 2-9518936-0-4, BNF 38900780)

## Prix
- 1996: Il a reçu le titre de Subergrand, Midalha, e Isard d'Òr avec le nom d'Isard deth Montlude pour son travail en faveur de la culture occitane d'Aran.
- 2000: Prix Jean Marie Grangé de l'Académie des jeux floraux de Toulouse

## Pour approfondir